# 小行星8654
小行星8654（英語：8654）是一颗围绕太阳公转的小行星。1990年5月20日，罗伯特·H·麦克诺特在赛丁泉山发现了此天体。
这颗小行星的绝对星等为57.65610等。